# هوبرت هدسون
هوبرت تايلور هدسون (بالإنجليزية: Huberht Taylor Hudson)‏ (17 سبتمبر 1886 - 15 يونيو 1942)، المعروف باسم هوبرت هدسون، كان ضابط ملاحة في البحرية الملكية البريطانية، شارك مع السير إرنست شاكلتون في البعثة الإمبراطورية العابرة للقارة القطبية الجنوبية. عند العودة من البعثة، شارك هدسون في الحرب العالمية الأولى، حيث خدم على "سفينة كيو".